# Bill Russell
William Felton "Bill" Russell (født 12. februar 1934, i Monroe, Louisiana, død 31. juli 2022) var en amerikansk basketballspiller (center) og den mest vindende spiller i den amerikanske basketballliga NBA's historie målt på mesterskaber (11). Russell spillede 13 sæsoner i NBA, hvor han repræsenterede Boston Celtics. I løbet af de 13 år vandt han 11 mesterskaber med holdet, en bedrift der aldrig siden er blevet overgået. Fem gange i karrieren blev han kåret til NBA Most Valuable Player, og i hele 12 af sine 13 sæsoner i ligaen blev han udtaget til NBA's All-starkamp, en hædersbevisning til sæsonens bedste spillere. Han er medlem af Naismith Memorial Basketball Hall of Fame.
Russell bliver gennemgående regnet som en af de bedste basketballspillere i historien.

## Opvækst og karriere
Russell blev født i det sydlige USA i delstaten Louisiana og flyttede i en tidlig alder med sin forældre til Oakland i Californien. Her gik han først i high school og blev senere grundet sine evner på basketballbanen rekrutteret til at gå på University of San Francisco i nabobyen San Francisco. Med universitetets hold vandt han to gange, i 1955 og 1956 det nationale college-mesterskab, og slog sit navn fast som et af de største basketballtalenter i landet.  Han blev desuden kåret til UPI College Basketball Player of the Year i 1956.

## NBA
I 1956 blev Russell draftet til NBA som andetvalget efter Sihugo Green. Russell blev valgt af St. Louis Hawks, der dog straks sendte ham videre i en handel til Boston Celtics. Russell slog straks sit navn fast som en profil i ligaen, da Celtics i den første sæson med ham i truppen, 1956-57, vandt mesterskabet efter finalesejr over netop St. Louis Hawks, det hold der oprindeligt havde valgt Russell i draften. Det følgende år vandt Celtics ikke mesterskabet, men til gengæld blev Russell kåret til NBA Most Valuable Player og til All-star-holdet.
I de følgende år var Celtics den absolutte stormagt i NBA, og holdet vandt under Russells ledelse hele syv mesterskaber i træk, i perioden fra 1959-66. I fire af sæsonerne, 1961, 1962, 1963 og 1965, blev han desuden kåret til League MVP, og blev samtlige år udtaget til All-star-holdet. Russell dominerede især i kraft af sit formidable forsvarsspil, og holdet vandt i årenes løb finaleserierne mod henholdsvis St. Louis Hawks, Minneapolis/Los Angeles Lakers og San Francisco Warriors. Sidstnævnte havde Russells nære ven og store rival på banen, Wilt Chamberlain, som en del af holdet. I denne periode blev holdet ledet af den legendariske træner Red Auerbach, og samarbejdet mellem Auerbach og Russell bliver regnet som en af de bedste træner-spiller-kombinationer i NBA's historie.
I 1966 blev Russell ansat som spillende træner for Celtics, og med ham som leder både på og udenfor banen vandt Celtics yderligere to mesterskaber, i henholdsvis 1968 og 1969, begge gange med finalesejr over Los Angeles Lakers. Efter 1969-finalerne stoppede Russell sin aktive karriere, men han havde efterfølgende job som træner for først Seattle SuperSonics, i perioden 1973-1977 og siden for Sacramento Kings, fra 1987-1988.
Russell besad ved sit karrierestop med 11 titler rekorden for flest mesterskaber i NBA, en rekord der stadig (pr 2019) stadig står. Hans trøje nr. 6 er blevet trukket tilbage af både hans college-hold San Francisco og af hans klubhold Boston Celtics.

## Landshold
Russell var med på det amerikanske landshold ved OL 1956 i Melbourne. Russell havde netop ført University of San Francisco til årets collegemesterskab, og sammen med K.C. Jones førte han an for USA, der vandt alle kampene i de to indledende gruppespil meget overbevisende. I semifinalen vandt de med hele 101-38 over Uruguay, inden de mødte Sovjetunionen i finalen i en gentagelse af en gruppespilskamp, som amerikanerne havde vundet med 30 point; finaleresultatet blev endnu mere overbevisende med 89-55 sejr og amerikansk guld, mens Sovjetunionen fik sølv og Uruguay bronze.

## Racisme
Russell kæmpede både i sit tidlige liv i de amerikanske sydstater, i sin periode som collegespiller for San Francisco University, og i sin tid som NBA-stjerne, med racisme. Dette kom blandt andet til udtryk ved, at Russell og de øvrige sorte spillere blev udsat for negative tilråb fra hvide tilskuere, at Russell ikke måtte spise på de samme restauranter som sine hvide holdkammerater, og at han ikke fik lov at bo på de samme hoteller som de hvide spillere. Trods den enorme succes som Russell og Celtics-holdet havde igennem hans 13 år hos holdet, var forholdet mellem Russell og Celtics fans i bedste fald køligt, og ofte direkte fjendtligt, da Russell opfattede Celtics-fansene som racistiske.

## NBA-statistikker

### Klubber
- 1956-1969 Boston Celtics (spiller)
- 1966-1969 Boston Celtics (træner)
- 1973-1977 Seattle SuperSonics (træner)
- 1987-1988 Sacramento Kings (træner)

### Titler
Udvalgte titler vundet af og tildelt Russell:
NBA-mester
- 1957, 1959, 1960, 1961, 1962, 1963, 1964, 1965, 1966, 1968 og 1969 med Boston Celtics

NBA Most Valuable Player
- 1958, 1961, 1962, 1963 og 1965

NBA All-Star
- 1958, 1959, 1960, 1961, 1962, 1963, 1964, 1965, 1966, 1967, 1968 og 1969

NBA All-Star MVP
- 1963

Olympiske lege
- 1956 guld med USA

Naismith Memorial Basketball Hall of Fame
- Optaget i 1975